# Stefan Gendera
Stefan Gendera, né le 22 août 1912 et mort le 17 octobre 2001, est un ancien joueur de basket-ball polonais.